# Richard de Fournival
Richard de Fournival né le 10 octobre 1201 à Amiens et mort le 1er mars 1260, est un médecin, alchimiste, poète et érudit français.

## Biographie

### Origines et formation
Richard de Fournival, fils du médecin Roger de Fournival, devint chanoine du chapitre cathédral d'Amiens en 1239 puis chancelier de l’évêque d'Amiens, Arnoul de la Pierre, son demi-frère, en 1241. Il fut également chanoine de Rouen et chapelain du cardinal Robert Somercotes.
On sait qu'il reçut l'autorisation de pratiquer la médecine et qu'il devint, comme son père avant lui, médecin du roi Philippe Auguste puis de Louis VIII Le Lion.
En 1245, il participa au concile de Lyon aux côtés du pape Innocent IV.
D’une ouverture d’esprit et d’une science déjà humanistes, fin lettré et bibliophile, il rassembla de nombreux manuscrits et composa divers traités didactiques qui constituèrent une part importante de la première Bibliothèque de la Sorbonne.
Poursuivant la vieille tradition des bestiaires, lapidaires, plantaires et volucraires, il combina dans son Bestiaire d'Amours et de Responses, vers 1245, (Œuvre en prose, ensuite mise en vers) la tradition typologique des bestiaires et la topique amoureuse des trouvères, donnant un sens érotique à des symboles animaux traditionnellement édifiants.

### Une œuvre littéraire originale

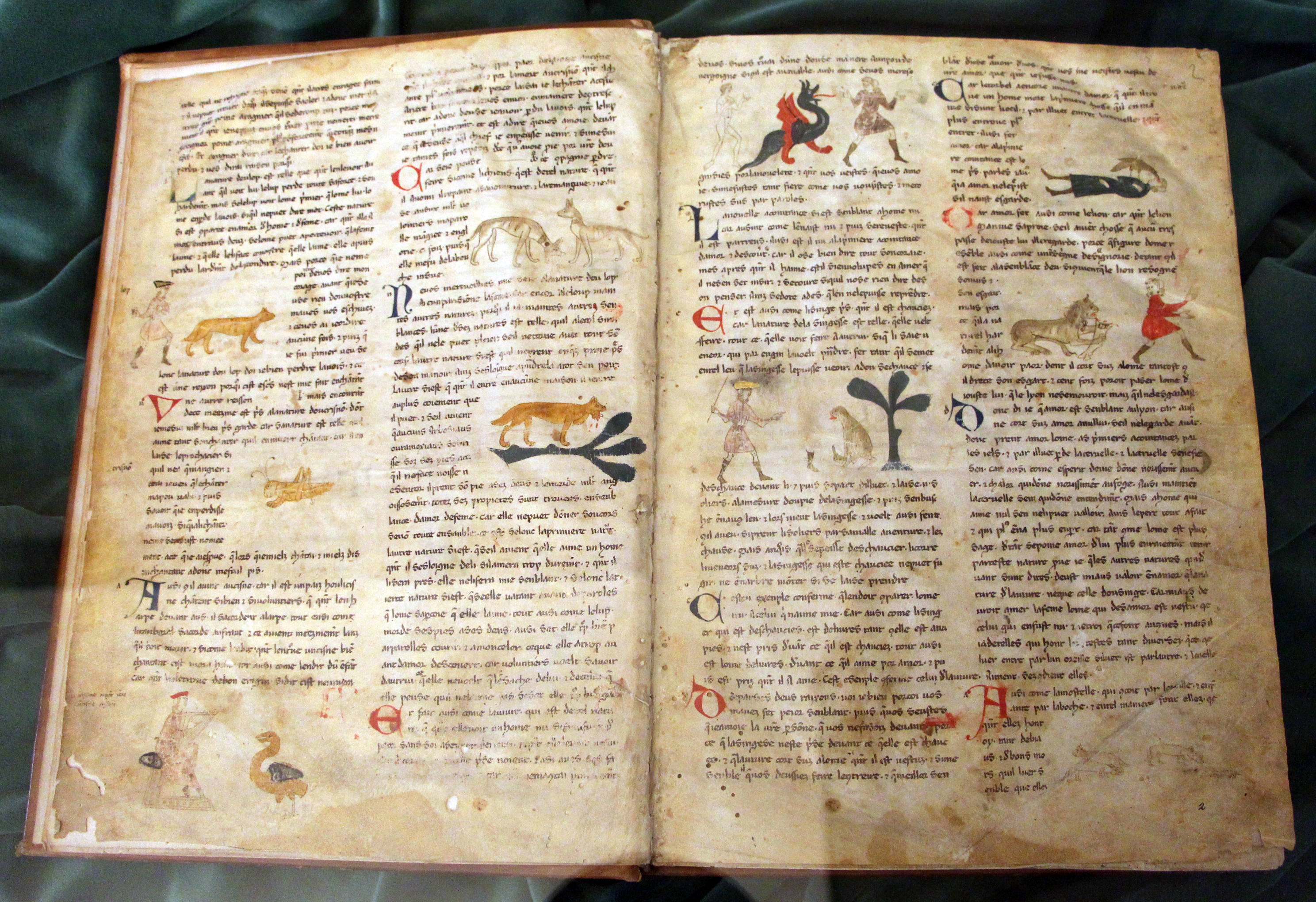
Bestiaire d'amour, XIV sec. (Florence - Bibliothèque Laurentienne)

La gravité de ses fonctions ecclésiastiques ne l’empêche pas de prendre Ovide pour maître et il crée, au cours du second quart du XIIIe siècle, une œuvre en prose originale destinée à une fortune européenne considérable et immédiate, avec son Bestiaire d’Amour, œuvre d’une invention ingénieuse, ayant pour objet d’exhorter les dames à aimer. Sur le modèle, mais en marge des bestiaires moralisés, Richard adapte le symbolisme animal à une casuistique courtoise qui illustre sous une forme pseudo-autobiographique les étapes et les infortunes d’une quête amoureuse. Une soixantaine d’animaux, empruntés à la tradition zoologique antique et médiévale, viennent fixer, par l’image autant que par la valeur emblématique que l’auteur leur impose, les postures et les démarches de l’amant sincère et de la dame.
Parmi les nombreuses imitations et adaptations que le Bestiaire d’Amour a suscitées, la Response se distingue en donnant crédit à l’autobiographie, sous la forme d’un jeu parti parfois véhément en défense de « la dame », ou des femmes victimes des manœuvres de séduction masculines.
On lui doit ensuite des Conseils d’amour, dialogue en prose ; un Traité de la puissance d’amour, consistant en sept chansons ; un traité sur les urines ; enfin une Biblionomie ou description des livres de la Bibliothèque d’Amiens.
On lui a attribué à tort le roman anonyme Abladane. On avait aussi sous son nom un poème latin en français, au XIVe siècle, par Jean Lefèvre, sous le titre La Vieille ou Les dernières amours d’Ovide.

## LeBestiaire d'Amour
Le Bestiaire d'Amour par Richard de Fournival comprend :
- Li cocs (le coq)
- Li asnes salvages (l'âne sauvage ou onagre)
- Li leus (le loup)
- Li crisnon (le grillon)
- Li cisnes (le cygne)
- Li chiens (le chien)
- La vuivre (la guivre)
- Li singes chauciés (le singe)
- Li corbiaus (le corbeau)
- Li lions (le lion)
- La mostoile (la belette)
- La kalandre (la caladre ou calandre)
- La seraine (les sirènes)
- Li serpens aspis (l'aspic)
- La merle (le merle)
- La taupe (la taupe)
- Le tygre (le tigre)
- Li unicornes (l'unicorne)
- La panthère (la panthère)
- La grue (la grue)
- Li paons (le paon)
- Li argus (l'argus)
- L’aronde (l'hirondelle)
- Li pellicans (le pélican)
- Li castors (le castor)
- Li espics (le pic)
- Li hyreçons (le hérisson)
- Le cocodrille (le crocodile ou coquatrix)
- L’ydre (l'hydre)
- La singesse (la singesse)
- La serre (la serre)
- La torterele (la tourterelle)
- La pertrix (la perdrix)
- L’ostrisse (l'autruche)
- La chuigne (la cigogne)
- La huppe (la huppe)
- Li aigles (l'aigle)
- Li olifans (l'éléphant)
- Le dragon (le dragon)
- Les coulons (la colombe)
- La balaine (la baleine)
- Li gourpius (le renard)
- Li voutoirs (le vautour)

## Galerie

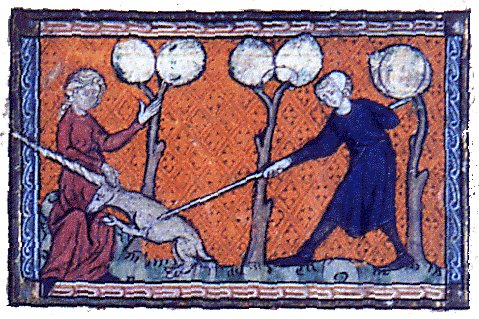
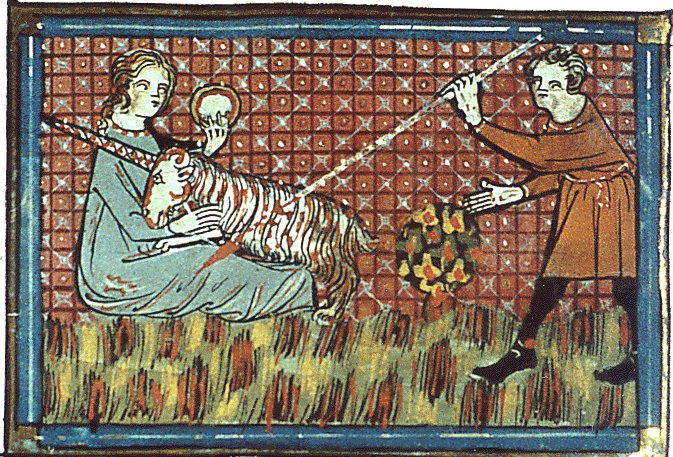
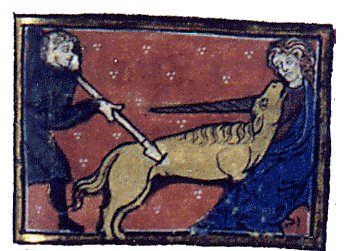

### Éditions des textes
- Le Bestiaire d'Amour et la Response du Bestiaire (vers 1250). Édition bilingue. Publication, traduction, présentation et notes par Gabriel Bianciotto. Éditions Honoré Champion, 2009. 1 vol., 432 p., broché, 12,5 x 19 cm,  (ISBN 978-2-7453-1832-9).
- Speculum astronomiae (Le miroir d'astronomie, vers 1265), édi. par Paola Zambelli, Dordrecht, Kluwer Academic Publishing, 1992. (Attribué autrefois à Albert le Grand ; attribué à Richard de Fournival par Bruno Roy, 2000).
- Biblionomia (vers 1250), éd. par Henri Omont, Imprimerie du Blanc-Pascal, 1885, 40 p. Catalogue de bibliothèque. Description de 162 manuscrits.
- De vetula (De la vieille femme), éd. P. Klopsch, Leiden-Köln, Brill, 1967 ; éd. D. M. Robathan, Amsterdam, Hakkert, 1968[9]. La vieille ou les dernières amours d'Ovide, poëme français du XIVe siècle traduit du latin de Richard de Fournival par Jean Lefèvre, édition par H. Cocheris, Paris, 1864, LIV-293 p. Le manuscrit original est signé Ovidius mais cette attribution et l'identité de ce Pseudo-Ovide est depuis longtemps discutée ; il s'agit soit de Richard de Fournival (identification la plus largement acceptée, proposée dès  le XVe siècle par Arnold Gheyloven[10],[11]), soit de Jean Lefèvre (XIIIe siècle) qui ne serait pas le traducteur mais l'auteur dans ce cas.
- Nativitas. Autobiographie astrologique.

### Études sur Richard de Fournival
- sur le Bestiaire d'Amour : G. Bianciotto, Les bestiaires du Moyen Âge, 1980.
- sur la Biblionomia : L. Delisle, Le Cabinet des manuscrits, Paris, 1874, p. 520-535 ; "Étude sur la Biblionamia de Richard de Fournival", Recherches de théologie ancienne et médiévale, t. XXX, abbaye du mont César, 1963 ; A. Birkenmajer, "La bibliothèque de Richard de Fournival", in Études d'histoire des sciences et de la philosophie du Moyen Âge, Cracovie, 1970, t. I, p. 117-215.
- sur le Speculum astronomiae : Bruno Roy, "Richard de Fournival, auteur du Speculum astronomiae", Archives d'histoire doctrinale et littéraire du Moyen Âge, 67 (2000), p. 159-180 ; Paola Zambelli, The Speculum astronomiae ands its enigma. Astrology, Theology and Science in Albertus Magnus and his Contemporaries (1992), Springer, 2010, 384 p.